# Houston, Houston, mă auzi?
Houston, Houston, mă auzi? este o nuvelă științifico-fantastică din 1976 scrisă de James Tiptree, Jr. (pseudonimul scriitoarei Alice Sheldon). A primit Premiul Nebula pentru cea mai bună nuvelă în 1976 și Premiul Hugo pentru cea mai bună nuvelă în 1977.
A apărut prima dată în antologia Aurora: Beyond Equality, editată de Vonda N. McIntyre și Susan J. Anderson, publicată de  Fawcett în mai 1976. Este cea mai celebră și cea mai republicată povestire a lui Tiptree.
În limba română a apărut în Almanahul Anticipația din 1993, în traducerea lui Mihai-Dan Pavelescu.

## Prezentare
Povestea descrie un echipaj format din trei bărbați astronauți în viitorul apropiat aflați într-o misiune circumsolară în nava spațială Sunbird. O mare flacără solară le avariază nava, îi lasă în derivă și se pierd în spațiu. Ei fac încercări repetate de a contacta NASA la Houston, dar fără niciun folos. În curând, însă, încep să recepționeze comunicații radio ciudate.

## Legături externe
- en  Istoria publicării lucrării Houston, Houston, Do You Read? la Internet Speculative Fiction Database

Online radio
- "Houston, Houston, Do You Read?" (Selection 17) from the NPR series Sci-Fi Radio (20 & 21), February 4 & 11, 1990 (55:32)

## Vezi și
- 1976 în științifico-fantastic